# ザ・スタイリングス・オブ・シルヴァー
『ザ・スタイリングス・オブ・シルヴァー』（The Stylings of Silver）は、アメリカ合衆国のジャズ・ピアニスト、ホレス・シルヴァーが1957年に録音・発表したスタジオ・アルバム。

## 解説
ドナルド・バードの後任としてアート・ファーマーを迎えた編成で録音された。なお、シルヴァーは1954年、ファーマーの『Art Farmer』、『ホエン・ファーマー・メット・グライス』、『アート・ファーマー・セプテット』といったアルバムの録音でサイドマンを務めている。ジャケットの写真は国際連合本部ビルの前で撮影された。
スコット・ヤナウはオールミュージックにおいて5点満点中3.5点を付け「必聴盤とまでは言えないが、とても楽しめる作品」と評している。

## 収録曲
特記なき楽曲はホレス・シルヴァー作。
1. ノー・スモーキン - "No Smokin'" - 5:35
2. ザ・バック・ビート - "The Back Beat" - 6:24
3. ソウルヴィル - "Soulville" - 6:20
4. ホーム・クッキン - "Home Cookin'" - 6:31
5. メタモルフォシス - "Metamorphosis" - 7:19
6. マイ・ワン・アンド・オンリー・ラヴ - "My One and Only Love" (Robert Mellin, Guy Wood) - 6:59

## 参加ミュージシャン
- ホレス・シルヴァー - ピアノ
- アート・ファーマー - トランペット
- ハンク・モブレー - テナー・サクソフォーン
- テディ・コティック - ベース
- ルイス・ヘイズ - ドラムス